# Rétyi-tó
A 23 hektár területű Rétyi-tó (románul: Lacul Reci) Kovászna megye egyik legnagyobb tava. A tó, ahogy nevéből is kiderül, Réty falu közelében található. A mesterségesen duzzasztott Feketeügyből alakult ki a Kovászna-patak torkolatánál. Kedvelt fürdő- és halászóhely; partjára épült a Tavirózsa motel, mely vendégszobákkal és tágas vendéglővel várja a turistákat, kirándulókat. Előtte a Rétyi Nyírrel szemben az 1896-ban telepített millenniumi fenyves (emlékerdő) áll hétvégi házakkal.